# Guldager Kirke
Guldager Kirke ligger i landsbyen Guldager ca. 7 km NV for Esbjerg (Region Syddanmark).

## Eksterne kilder og henvisninger
- Guldager Kirke på KortTilKirken.dk
- Guldager Kirke i bogværket Danmarks Kirker (udg. af Nationalmuseet)

- Wikimedia Commons har flere filer relateret til Guldager Kirke